# Artur Andrus
Artur Józef Andrus (sinh ngày 27 tháng 12 năm 1971) là một nhà báo, nhà thơ, ca sĩ kiêm sáng tác nhạc và cabaret người Ba Lan. Anh nổi tiếng nhất nhờ các chương trình phát thanh tại Polskie Radio Program III và làm chủ trì trong nhiều chương trình truyền hình.
Andrus đã xuất bản 3 tựa sách và phát hành 3 album. Album Myśliwiecka năm 2012 của anh ra mắt ở vị trí quán quân trên bảng xếp hạng âm nhạc của Ba Lan và giành được 2 chứng chỉ Bạch kim tại Ba Lan. Andrus là chủ nhân của huân chương vàng Cross of Merit (2011) và huân chương bạc Cross of Merit (2005).

## Sự nghiệp
Artur Andrus theo học ngành báo chí tại Đại học Warszawa. Anh đã làm việc tại Rozgłośnia Harcerska và Radio Rzeszów. Anh gây chú ý trong một buổi phỏng vấn với nhà thơ kiêm ca sĩ Wojciech Młynarski, khi Andrus đưa ra những câu hỏi gieo vần thì Młynarski cũng trả lời ứng biến bằng gieo vần. Sau đó, Andrus nhận đề nghị thực hiện một chương trình phát thanh trên Polskie Radio Program IV. Kể từ năm 1994, anh đã làm việc cùng Polskie Radio Program III trong các chương trình "Powtórka z rozrywki" và "Akademia rozrywki".
Tháng 12 năm 2004, Andrus xuất bản một tuyển tập các bài hát và thơ lấy nhan đề là Popisuchy. Kể từ năm 2005, anh làm bình luần viên trên chương trình châm biếm Szkło kontaktowe của TVN 24. Ngày 2 tháng 12 năm 2005, anh phát hành album đầu tay là Łódzka.

## Ấn phẩm
- Popisuchy (2004, ISBN 83-7415-047-5)
- Każdy szczyt ma swój Czubaszek (2011, với Maria Czubaszek, ISBN 978-83-7648-950-6)
- Blog osławiony między niewiastami (2012, ISBN 978-83-7839-138-8)

## Danh sách đĩa nhạc

### Album phòng thu
| Tựa đề      | Chi tiết album                                                                                      | Vị trí xếp hạng cao nhất | Chứng nhận        |
| Tựa đề      | Chi tiết album                                                                                      | POL                      | Chứng nhận        |
| ----------- | --------------------------------------------------------------------------------------------------- | ------------------------ | ----------------- |
| Łódzka      | - Phát hành: 2 tháng 12 năm 2005 - Hãng đĩa: Wyższa Szkoła Promocji/EMI - Định dạng: CD             | —                        |                   |
| Myśliwiecka | - Phát hành: ngày 5 tháng 3 năm 2012 - Hãng đĩa: Mystic Production - Định dạng: CD, tải kĩ thuật số | 1                        | ZPAV: 2x Platinum |

### Album trực tiếp
| Tựa đề                       | Chi tiết album details                                                                                            | Vị trí xếp hạng cao nhất |
| Tựa đề                       | Chi tiết album details                                                                                            | POL                      |
| ---------------------------- | --- | ------------------------ |
| Piłem w Spale... I co dalej? | - Phát hành: 15 tháng 4 năm 2013 - Hãng đĩa: Mystic Production - Định dạng: CD+DVD, DVD, Blu-Ray, tải kĩ thuật số | 5                        |